# Valentina Maureira
Valentina Maureira Riquelme (ur. 2001 w Melipilli, zm. 14 maja 2015 w Santiago) – chilijska nastolatka chora na mukowiscydozę, która w lutym 2015 wystosowała do prezydent Chile Michelle Bachelet prośbę o zgodę na eutanazję.
Valentina była córka Freddy’ego Maureiry. Miała brata Michaela, który również chorował na mukowiscydozę i zmarł w wieku 6 lat w 1996.
W lutym 2015 Maureira opublikowała w serwisie YouTube wideo, w którym poprosiła prezydent Chile Michelle Bachelet o zgodę na eutanazję Bachelet odrzuciła jej prośbę, powołując się na chilijskie prawo oraz wartości chrześcijańskie. Kilka dni później osobiście odwiedziła dziewczynę w szpitalu. W marcu 2015 Valentina otrzymała wyrazy wsparcia z całego świata, spotkała także 20-letnią osobę chorą na mukowiscydozę, co sprawiło, że zmieniła zdanie w kwestii eutanazji.
Zmarła 14 maja 2015 w szpitalu klinicznym Pontificia Universidad Católica de Chile w Santiago. Dwa dni później została pochowana na cmentarzu komunalnym w rodzinnej Melipilli. W pogrzebie uczestniczyli m.in.: trener reprezentacji Chile w piłce nożnej Jorge Sampaoli, biegaczka Erica Oliveira, piosenkarz Américo oraz przedstawiciele lokalnych władz. Burmistrz Melipilli ogłosił w mieście dwudniową żałobę.